# Simge Aköz
Simge Şebnem Aköz, född 23 april 1991 är en volleybollspelare (libero) från Samsun, Turkiet.
Som junior spelade Aköz i laget Artvin. Hennes första seniorlag var UPS i turkiska andraligan. Hon gick över till Yeşilyurt SK 2010, som också spelade i andraligan, men som under hennes första säsong kvalificerade sig för Sultanlar Ligi (förstaligan). Aköz spelade med Yeşilyurt innan hon gick över till först Çanakkale BSK (som hon spelade med säsongen 2014/2015), sen Halkbank SK (som hon spelade med 2015/2016) och slutligen Eczacıbaşı SK (som hon spelat med sedan 2016). Med  Eczacıbaşı har hon vunnit världsmästerskapet i volleyboll för klubblag 2016, CEV Cup 2017–2018 och turkiska cupen 2018-2019 och CEV Cup återigen 2021–2022.
Hon debuterade i landslaget 2017 och var med i lagen som tog medalj vid europamästerskapen 2017 (brons), 2019 (silver), 2021 (brons) och 2023 (guld). Hon blev utsedd till bästa libero både vid världsmästerskapet i volleyboll för klubblag 2019 och vid europamästerskapet 2019.